# Aléxandros Kumundúros
Alexandros Kumundúros (em grego: Αλέξανδρος Κουμουνδούρος; 1817 - 1883) foi um político da Grécia. Ocupou o cargo de primeiro-ministro da Grécia.